# Spinomantis
Spinomantis Dubois, 1992 è un genere di rane della famiglia Mantellidae, endemico del Madagascar.

## Tassonomia
Comprende 14 specie, in gran parte attribuite in precedenza al genere Mantidactylus:
- Spinomantis aglavei  (Methuen and Hewitt, 1913)
- Spinomantis beckei  Vences, Köhler, and Glaw, 2017
- Spinomantis bertini (Guibé, 1947)
- Spinomantis brunae  (Andreone, Glaw, Vences, and Vallan, 1998)
- Spinomantis elegans (Guibé, 1974)
- Spinomantis fimbriatus  (Glaw and Vences, 1994)
- Spinomantis guibei  (Blommers-Schlösser in Blommers-Schlösser and Blanc, 1991)
- Spinomantis massorum  (Glaw and Vences, 1994)
- Spinomantis microtis  (Guibé, 1974)
- Spinomantis mirus  Sabino-Pinto, Rakotoarison, Bletz, Edmonds, Glaw, and Vences, 2019
- Spinomantis nussbaumi  Cramer, Rabibisoa, and Raxworthy, 2008
- Spinomantis peraccae  (Boulenger, 1896)
- Spinomantis phantasticus  (Glaw and Vences, 1997)
- Spinomantis tavaratra  Cramer, Rabibisoa, and Raxworthy, 2008